# Montgomery's Cheddar
Le Mongomery's Cheddar est un fromage anglais traditionnel à pâte pressée non cuite à base de lait cru de vache.

## Fabrication
Le caillé est tamisé, moulé, pressé et trempé dans l'eau chaude puis enveloppé de mousseline.

## Sources
1. ↑  Jenny Linford, Great British Cheeses, Dorling Kindersley, 2008, 224 p. (ISBN 978-1-4053-3436-5), p. 113-116